# Хоэль I (герцог Бретани)
Хоэль I (брет. Hoel Iañ, фр. Hoël Ier de Bretagne; умер в 981) — герцог Бретани и граф Нанта в 958—981 годах. Происходил из так называемого Нантского дома правителей Бретани.

## Биография
Основные сведения о жизни Хоэля I содержатся в «Нантской хронике», записанной в XI веке и характерной негативным отношением к бретонцам.
Хоэль I был незаконным сыном герцога Алена II Кривой Бороды и некоей благородной Юдит. Он стал графом Нанта и получил право претендовать на титул герцога Бретани после смерти при неясных обстоятельствах своего единокровного брата Дрого, в гибели которого жители Нанта обвинили его регента Фулька II Анжуйского.
В 970-х годах основную канву бретонской политической жизни составляло противоборство Хоэля с графом Ренна Конаном (будущим герцогом Бретани, известным под именем Конана I Кривого). Конан являлся вассалом Тибо I Блуаского и контролировал север Бретани. В качестве противовеса влиянию дома Тибальдинов Хоэль I заключил союз с графом Анжу Жоффруа I Гризегонелем. В итоге противостояние вылилось в 981 году в битву нантско-анжуйского войска против реннско-блуаского при местечке Конкерей, результаты которой сложно оценить в пользу одной из сторон.
В том же 981 году умер епископ Нанта Готье I и брат Хоэля Гюереш направился в Тур для рукоположения в этот сан. Однако пока брат находился в отъезде, Хоэль I был убит по указанию графа Ренна Конана, и Гюерешу пришлось возвратиться и принять на себя титулы графа Нанта и герцога Бретани.
Хоэль I оставил после себя двух незаконных сыновей: графа Ванна Хоэля II и Юдикаэля, будущего графа Нанта с 992 по 1004 годы.